# 蘇聯工業化

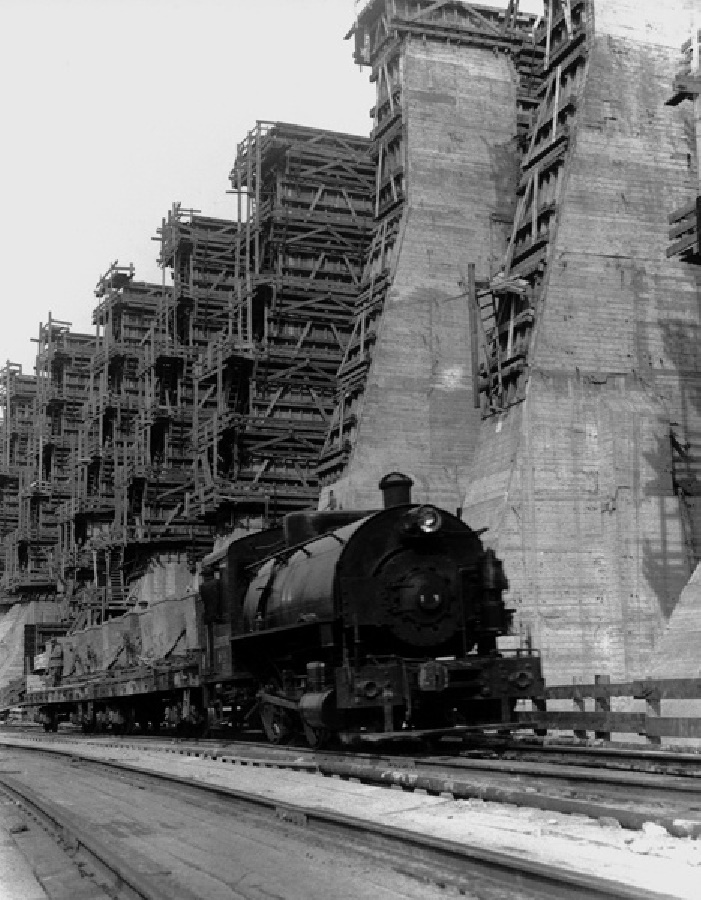
建造第聂伯河水电站。1931年

苏联工业化是蘇聯从1929年5月到1941年6月进行的工業化運動，目標是把苏联从一个以农业为主的国家变成一个以工业為主的国家。   
在苏联時期，工业化運動被认为是一个伟大的壮举。重工业產值增长4倍，对于蘇聯经济擺脫對资本主义国家的依賴和加强蘇聯的国防能力具有重要意义。苏联实现了由农业国向工业国的转变。在苏德战争期间，蘇聯最終戰勝納粹德國表明它的工業比納粹德國的工業更勝一籌。自20世纪80年代末以来，苏联和俄罗斯都对蘇聯工业化的代价进行了讨论，也对工业化的结果和工業化对苏联经济社会的长期影响提出了质疑。